# Harpactea sicula
Harpactea sicula är en spindelart som beskrevs av Pietro Alicata 1966. Harpactea sicula ingår i släktet Harpactea och familjen ringögonspindlar. Inga underarter finns listade i Catalogue of Life.